# Gosselin II de Bassigny
Gosselin de Bassigny ou Josselin ( † v. 931), fils de Hugues Ier et frère du prévôt Otbert. Il fut évêque de Langres de 922 jusqu'à sa mort.

## Biographie
Déjà archidiacre en 901, il assista à un synode tenu à Langres en avril 906 concernant un bien qu’il avait usurpé au Chapitre, et qui avait été donné jadis par son frère Hugues. Puis il devient abbé de Saint-Geosmes avant 922.
Devenu évêque de Langres en 922, et cela grâce au roi Robert Ier de France, il fait partie de ceux qui avec  les comtes Garnier de Sens, Manassès II de Dijon et l'évêque Ansegise de Troyes infligent une sévère défaite au viking Ragenold de Nantes, le 6 décembre 924 à Calaus mons qui est peut-être Chaumont, ou Chalmont entre Milly-la-Forêt et Barbizon, ou encore Chalaux, sur la rivière du même nom, dans la Nièvre. Depuis cette bataille, l'évêque a gardé une sombre image de « prélat guerrier ».